# Élections locales écossaises de 2022
Les élections locales écossaises de 2022 se déroulent le 5 mai 2022.

## Sondages
| Date                       | Institut          | SNP    | Con.   | Trav.  | LibDem | Green | Alba | Autres |
| -------------------------- | ----------------- | ------ | ------ | ------ | ------ | ----- | ---- | ------ |
| Date                       | Institut          |        |        |        |        |       |      |        |
| 29 avril-3 mai 2022        | Survation         | 41 %   | 17 %   | 23 %   | 8 %    | 5 %   | 1 %  | 4 %    |
| 24 mars-28 mars 2022       | Survation         | 44 %   | 18 %   | 23 %   | 6 %    | 3 %   | 1 %  | 4 %    |
| 20 octobre-26 octobre 2022 | Panelbase         | 45 %   | 22 %   | 21 %   | 6 %    | 4 %   | 2 %  | < 1 %  |
| 4 mai 2017                 | Résultats en 2017 | 32,3 % | 25,3 % | 20,2 % | 6,8 %  | 4,1 % | -    | 10,4 % |

## Résultats
| Partis | Partis              | Voix      | Voix   | Voix       | Total des sièges | Total des sièges | Total des sièges |
| Partis | Partis              | Votes     | %      | +/−        | Sièges           | +/−              | %                |
| ------ | ------------------- | --------- | ------ | ---------- | ---------------- | ---------------- | ---------------- |
|        | SNP                 | 633 252   | 34,1   | 1,8        | 453 / 1227       | 22               | 35,1             |
|        | Travailliste        | 403 243   | 21,7   | 1,6        | 281 / 1227       | 19               | 23,1             |
|        | Conservateur        | 364 824   | 19,6   | 5,7        | 214 / 1227       | 62               | 17,5             |
|        | Libéraux-démocrates | 159 815   | 8,6    | 1,7        | 87 / 1227        | 20               | 7,1              |
|        | Indépendants        | 156 815   | 8,4    | 2,0        | 152 / 1227       | 15               | 12,2             |
|        | Vert                | 110 791   | 6,0    | 1,9        | 35 / 1227        | 16               | 2,9              |
|        | Parti Alba          | 12 335    | 0,7    | Nv.        | 0 / 1227         | Nv.              | 0,0              |
| Autres | Autres              | 16 171    | 0,8    |            | 3 / 1227         | 1                | 0,3              |
| Total  | Total               | 1 857 246 | 100,00 | stagnation | 1227 / 1227      | stagnation       | 100,00           |